# Ryan FR
Die Ryan FR Fireball war ein US-amerikanisches Jagdflugzeug mit kombiniertem Kolben- und Strahlantrieb, das gegen Ende des Zweiten Weltkrieges entworfen wurde. Die FR-1 war das erste Flugzeug der US Navy mit Strahlantrieb, kam aber im Krieg nicht mehr zum Kampfeinsatz.

## Geschichte

### Entwicklung

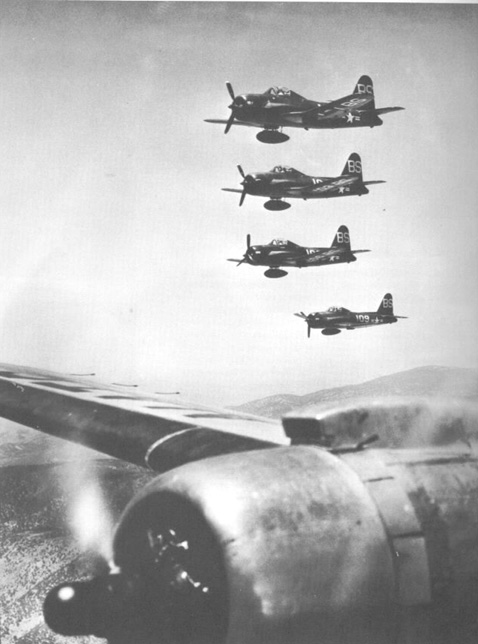
FR-1 Fireballs mit abgeschaltetem Kolbenmotor im Flug

Die Entwicklung begann im Dezember 1942 mit einem Antrag von Admiral John S. McCain Sr. für einen Jäger mit Hybridantrieb. Von den insgesamt neun Bewerbern erhielt Ryan am 11. Februar 1943 den Entwicklungsauftrag. Der sehr eng gefasste Zeitplan sah die Lieferung der ersten Zelle für statische Versuche nach einem Monat und den Flug des ersten von drei Prototypen bereits nach 14 Monaten vor.
Die frühen Strahltriebwerke erzeugten eine schlechte Beschleunigung und galten noch als unsicher. Außerdem schienen sie für Landungen und Starts auf Flugzeugträgern ungeeignet. Der Mischantrieb erlaubte konventionelle Flüge und das zusätzliche Strahltriebwerk sollte eine hohe Endgeschwindigkeit erzeugen.
Der Prototyp XFR-1 flog am 25. Juni 1944 allerdings noch ohne Strahlantrieb. Im Oktober des Jahres ging diese Maschine bei einem Absturz verloren. Nach den Abstürzen des zweiten und dritten Prototyps am 25. März 1945 und am 10. Oktober 1945 wurde die Ursache in einer zu schwachen Vernietung der Tragflächen vermutet. Die Senklöcher der Niete wurden durch diese aufgeschnitten. Bis zur Abhilfe durch eine Verdopplung der Nietanzahl im äußeren Tragflächenbereich wurde die Flugbelastung auf 5g statt der zuvor freigegebenen 7,5g beschränkt.

### Geplante Weiterentwicklung
Für eine Variante FR-2 sollte in einem ersten Schritt der Weiterentwicklung der R-1820-74W-Sternmotor durch ein leistungsstärkeres Triebwerk ersetzt werden. Die FR-3 wäre durch den Austausch des I-20-Strahltriebwerks (J31) entstanden. Von der FR-2 wurden am 31. Januar 1945 noch 600 Exemplare bestellt, beide Projekte wurden jedoch am VJ-Day abgebrochen.
Aus der FR-1 Fireball wurde weiterhin die XF2R-1 mit Turboprop-Antrieb entwickelt, von der nur ein Prototyp gebaut wurde. Bei Testflügen erreichte der Prototyp 805 km/h.

### Einsatz
Es wurden schließlich 700 Maschinen bestellt, von denen jedoch ab März 1945 bis zur Kapitulation Japans nur 66 Maschinen geliefert wurden. Bis zum Kriegsende wurde nur die Jagdstaffel VF-66 aufgestellt, kam aber nicht mehr zum Einsatz. Lediglich drei Flugzeuge wurden auf dem Flugzeugträger Ranger erprobt, bevor die Staffel am 18. Oktober 1945 außer Dienst gestellt wurde. Das Personal und die Flugzeuge wurden an die Jagdstaffel VF-41 (später VF-1E) überstellt. Im November 1945 war die Fireball das erste amerikanische Strahlflugzeug, das auf einem Flugzeugträger landete, dem Geleitflugzeugträger Wake Island. Im März 1946 fanden weitere Erprobungen auf dem Geleitflugzeugträger USS Bairoko (CVE-115) statt und von März bis Juni 1947 auf der Badoeng Strait. Bald danach wurden die FR-1 ausgemustert, da die Flugzeugzelle strukturell zu schwach für den Einsatz auf Flugzeugträgern war und auch die schnellen Fortschritte der Strahltriebwerke den gemischten Antrieb überflüssig machten.
Die Piloten der US Navy hielten den Namen „Fireball“ für schlecht gewählt, da es einige „brennende“ Abstürze der Maschinen gegeben hatte.

## Verbleib/erhaltene Maschinen
Es ist ein einziges Exemplar erhalten, die FR-1 mit der BuNo 39657. Ursprünglich eingesetzt im NASA Ames Research Center, diente sie danach zu Schulungszwecken im Lewis Institute in Illinois, einer Technikerschule, bevor sie in den 1960er Jahren vom Planes of Fame Air Museum in Chino, California erworben wurde. Hier wurde sie restauriert und kann seit dem 13. Juni 2009 besichtigt werden.

## Technische Daten

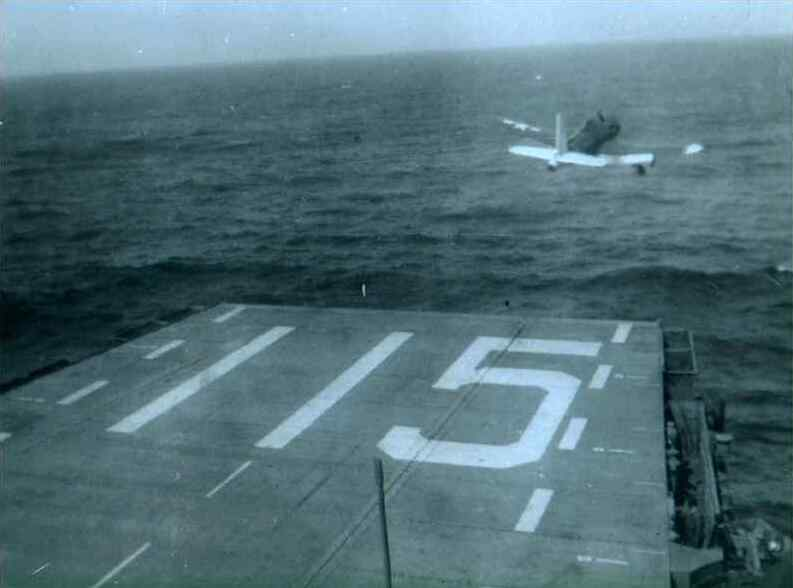
Eine FR-1 startet 1946 von der Bairoko

| Kenngröße             | Daten                                                            |
| --------------------- | ---------------------------------------------------------------- |
| Besatzung             | ein Pilot                                                        |
| Länge                 | 9,86 m                                                           |
| Spannweite            | 12,19 m                                                          |
| Höhe                  | 4,15 m                                                           |
| Flügelfläche          | 25,55 m²                                                         |
| Flügelstreckung       | 5,8                                                              |
| Leermasse             | 3.590 kg                                                         |
| Startmasse            | 4.806 kg                                                         |
| Kolbenantrieb         | ein Sternmotor Wright R-1820-72W Cyclone mit 1.060 kW (1.425 PS) |
| Strahlantrieb         | ein General Electric J31 mit 7,1 kN                              |
| Höchstgeschwindigkeit | 686 km/h                                                         |
| Dienstgipfelhöhe      | 13.100 m                                                         |
| Reichweite            | 2.100 km                                                         |
| Bewaffnung            | vier 12,7-mm-MGs, zwei 450-kg-Bomben, vier Raketen               |

## Varianten

### XFR-1
Militärische Bezeichnung des Prototyps "Modell 28", 3 Stück gebaut.

### FR-1 Fireball
Einsitziges Jagdflugzeug, 66 Stück gebaut.

### FR-2
Von  Wright R-1820-72W umgebaut auf den Sternmotor Wright R-1820-74W, 1 Maschine wurde modifiziert.

### FR-3
Vorgeschlagene Version mit einem General Electric I-20 Jettriebwerk, welches das ursprüngliche Jettriebwerk ersetzen sollte; wurde nie realisiert.

### XFR-4
Modifizierte Variante mit einem Westinghouse J34-Turbojet-Triebwerk; eine Maschine gebaut.

### XF2R-1 Darkshark
Umbau/Weiterentwicklung mit Turboproptriebwerk GE XT31-GE-2 und Jettriebwerk GE J-31-GE-3, eine Maschine gebaut.